# سیارک ۲۲۱۶۵
سیارک ۲۲۱۶۵ (به انگلیسی: 22165 Kathydouglas، نامگذاری:2000WX137) بیست و دو هزار و صد و شصت و پنجمین سیارک کشف شده‌است که در ۲۰ نوامبر ۲۰۰۰ کشف شد.
قدر مطلق سیارک برابر ۱۶٫۵ است.